# ボトカ・エンドレ
ボトカ・エンドレ（Botka Endre 、1994年8月25日 - ）は、ハンガリー・ブダペスト出身の同国代表プロサッカー選手。フェレンツヴァーロシュTC所属。ポジションはDF。

## 経歴

### クラブ
地元クラブであるブダペスト・ホンヴェードFCのアカデミーで育成され、2014年5月11日のジェールETO FC戦でトップチームデビューを果たした。2014-15シーズンはケチケメートTEに期限付き移籍。
2017年1月9日、フェレンツヴァーロシュTCに移籍。フェレンツヴァーロシュはブダペスト・ホンヴェードとライバル関係にあったため、この移籍はブダペスト・ホンヴェードのサポーターから激しい反発を買った。

### 代表
2015年9月、UEFA EURO 2016予選のルーマニア代表・北アイルランド代表戦でハンガリー代表初招集。2015年11月16日、スウェーデン代表との親善試合でハンガリー代表デビューを果たした。
2021年6月、UEFA EURO 2020参加メンバーに選出された。
UEFA EURO 2024に選出

## タイトル
ホンヴェード
- ネムゼティ・バイノクシャーグI (1): 2016–17[7]

フェレンツヴァーロシュ
- マジャル・クパ (1): 2016-17
- ネムゼティ・バイノクシャーグI (3): 2018-19[8], 2019–20[9], 2020-21[10]